# El misterio del tercer planeta
El misterio del tercer planeta (en ruso, Тайна третьей планеты - Tayna tretyey planety), también conocida como Alicia y el misterio del tercer planeta, es una película animada soviética del año 1981, dirigida por Roman Kachanov y producida por el estudio Soyuzmultfilm en Moscú. Está basada en la obra de Kir Bulychov El viaje de Alicia (Путешествие Алисы), novela infantil de ciencia ficción de la serie de libros del personaje Alisa (Alicia) Selezneva.

## Argumento
El 2 de junio de 2181, Alicia, su padre el Profesor Seleznyov y el Capitán emprenden una expedición espacial en busca de animales raros para el zoológico de Moscú. Visitan muchos planetas y encuentran muchas criaturas interesantes, como una vaca voladora y un pájaro parlanchín, y accidentalmente se ven envueltos en una conspiración de piratas espaciales.

## Doblaje
| Personaje       | Doblaje de Unión Soviética | Doblaje de España | Doblaje de Latinoamérica |
| --------------- | -------------------------- | ----------------- | ------------------------ |
| Alisa Selezneva | Olga Gromova               | Cristina Mauri    | Ludwika Paleta           |
| Dr. Seleznev    | Vsevolod Larionov          | Luis Larrodera    | Arturo Mercado Jr.       |
| Green           | Yuriy Volyntcev            | Javier Bardem     | Alejandro Mayén          |
| Govorun         | Vladimir Kenigston         | Alfonso Vallés    | Cristina Hernández       |
| Verhovtcev      | Petr Vishnyakov            | Roger Pera        | Alejandro Trejo          |
| Gromozeka       | Vasili Livánov             | Carlos Ysbert     | Humberto Vélez           |
| Kim             | Vladimir Drujnikov         | Jordi Boixaderas  | Carlos Segundo Bravo     |
| Buran           | Nikolay Grabbe             | Claudio Serrano   | Mariano Martínez         |
| Uu              | Grigoriy Shpigel           | Jan Tello         | Germán Fabregat          |
| Anciana         | Rina Zelenaya              | Marta Barbará     | -                        |